# 柏陽町
柏陽町（はくようちょう）は北海道恵庭市の地名。郵便番号は061-1434。人口は2,649人、世帯数は1,236世帯。

## 地理
柏陽町はJR千歳線の西側、国道36号（恵庭バイパス）の南側に位置している地域。柏陽町に北海道道46号江別恵庭線、柏木中通、柏木戸磯通が通っている。東側は鉄道路線があり、西側には柏木川が流れている。

## 歴史

### 沿革
- 1981年（昭和56年）- 柏木から柏陽町に町名変更[4]。

### 町名の変遷
町名の変遷は以下の通り。
| 実施内容 | 実施年月日 | 実施前 | 実施後 |
| -------- | ---------- | ------ | ------ |
| 町名変更 | 1981年     | 柏木   | 柏陽町 |

## 人口と世帯数
2023年9月30日現在の人口と世帯数は以下の通り。
| 町名        | 人口    | 世帯      |
| ----------- | ------- | --------- |
| 柏陽町1丁目 | 602人   | 309世帯   |
| 柏陽町3丁目 | 1,752人 | 755世帯   |
| 柏陽町4丁目 | 295人   | 172世帯   |
| 計          | 2,649人 | 1,236世帯 |

### 人口の変遷
国勢調査による人口数の推移。
| 1995年（平成7年）  | 2,913人 | [ 5 ]  |  |
| 2000年（平成12年） | 2,775人 | [ 6 ]  |  |
| 2005年（平成17年） | 2,623人 | [ 7 ]  |  |
| 2010年（平成22年） | 2,589人 | [ 8 ]  |  |
| 2015年（平成27年） | 2,885人 | [ 9 ]  |  |
| 2020年（令和2年）  | 2,761人 | [ 10 ] |  |

### 世帯数の変遷
国勢調査による世帯数の推移。
| 1995年（平成7年）  | 1,031世帯 | [ 5 ]  |  |
| 2000年（平成12年） | 1,083世帯 | [ 6 ]  |  |
| 2005年（平成17年） | 1,089世帯 | [ 7 ]  |  |
| 2010年（平成22年） | 1,172世帯 | [ 8 ]  |  |
| 2015年（平成27年） | 1,239世帯 | [ 9 ]  |  |
| 2020年（令和2年）  | 1,184世帯 | [ 10 ] |  |

## 小・中学校の通学区
小・中学校の通学区は以下の通り。
| 町・丁 | 街区 | 小学校             | 中学校             |
| ------ | ---- | ------------------ | ------------------ |
| 柏陽町 | 全域 | 恵庭市立若草小学校 | 恵庭市立柏陽中学校 |

## 交通

### 鉄道
- 最寄りはJR千歳線恵み野駅

### バス
- えにわコミュニティバス（ecoバス）[12]
  - 「柏陽町3丁目」・「柏陽町4丁目」・「柏陽会館」停留所がある。

### 道路
- 一般国道
  - 国道36号（恵庭バイパス）[13]
- 一般道道
  - 北海道道46号江別恵庭線[13]
- 都市計画道路
  - 3・4・110 柏木戸磯通[13]
  - 3・4・113 柏木中通[13]

## 施設
文化
- 柏陽会館

教育
- 恵庭市立柏陽中学校（柏陽町3丁目）
- 認定こども園 かしわ幼稚園（柏陽町3丁目）
- 恵庭市立すみれ保育園（柏陽町3丁目）

公園
- きぼう公園（柏陽町3丁目）
- ひかり公園（柏陽町3丁目）
- あかしや公園（柏陽町4丁目）
- かしわぎ公園（柏陽町4丁目）
- みかほ公園（柏陽町4丁目）
- やよい公園（柏陽町4丁目）

緑地
- 柏陽緑地（柏陽町1丁目）
- 柏陽西1号緑地（柏陽町3丁目）

行政
- 恵庭柏木中通郵便局（柏陽町3丁目）

商業
- ヤマト運輸 恵庭柏陽営業所（柏陽町3丁目）
- トヨタカローラ札幌 ジョイック恵庭（柏陽町3丁目）
- セブン-イレブン 恵庭柏陽町店（柏陽町3丁目）
- ほっともっと 恵庭柏陽町店（柏陽町3丁目）